# Celia Santos
Celia Santos García (Vergara, 1972) es una escritora española, autora de cuentos infantiles y juveniles y de novelas para adultos en español. Cuenta historias protagonizadas por mujeres rebeldes, activistas y pioneras que han sufrido el olvido.

## Trayectoria
Los padres de Santos emigraron de Salamanca al País Vasco en la década de 1960 por lo que Santos nació en Vergara. Posteriormente, fijó su residencia en Barcelona. Estudió narrativa en el Ateneo de Barcelona y ha escrito varios libros para niños y jóvenes como Indy, una moto de cuentos y El faro de los corazones extraviados. El éxito le llegó con la novela para adultos La maleta de Ana, que trata el tema de las mujeres que emigraron a Alemania en las décadas de 1960 y 1970. Luego contó la historia de Dorothy Levitt, la inventora del espejo retrovisor, en la novela Más rápida que la vida. En La niña de Rusia, basándose en la historia real de la donostiarra Teresa Alonso, contó las vivencias de los conocidos como niños de Rusia, menores enviados a la Unión Soviética durante la guerra civil española. En su siguiente novela, La tierra del atardecer dorado (2024), retomó el tema de la migración femenina, pero esta vez, Elisa, la protagonista ficticia, viajó a Australia como parte del plan Marta.